# 각시탈 (영화)
《각시탈》은 대한민국에서 제작된 이학빈 감독의 1986년 북한 반공 애니메이션 영화이다.

## 기타
- 원작자: 허영만
- 작곡: 마상원
- 노래: 강병철과 삼태기
- 노래: 박진희